# チャンドラギリ

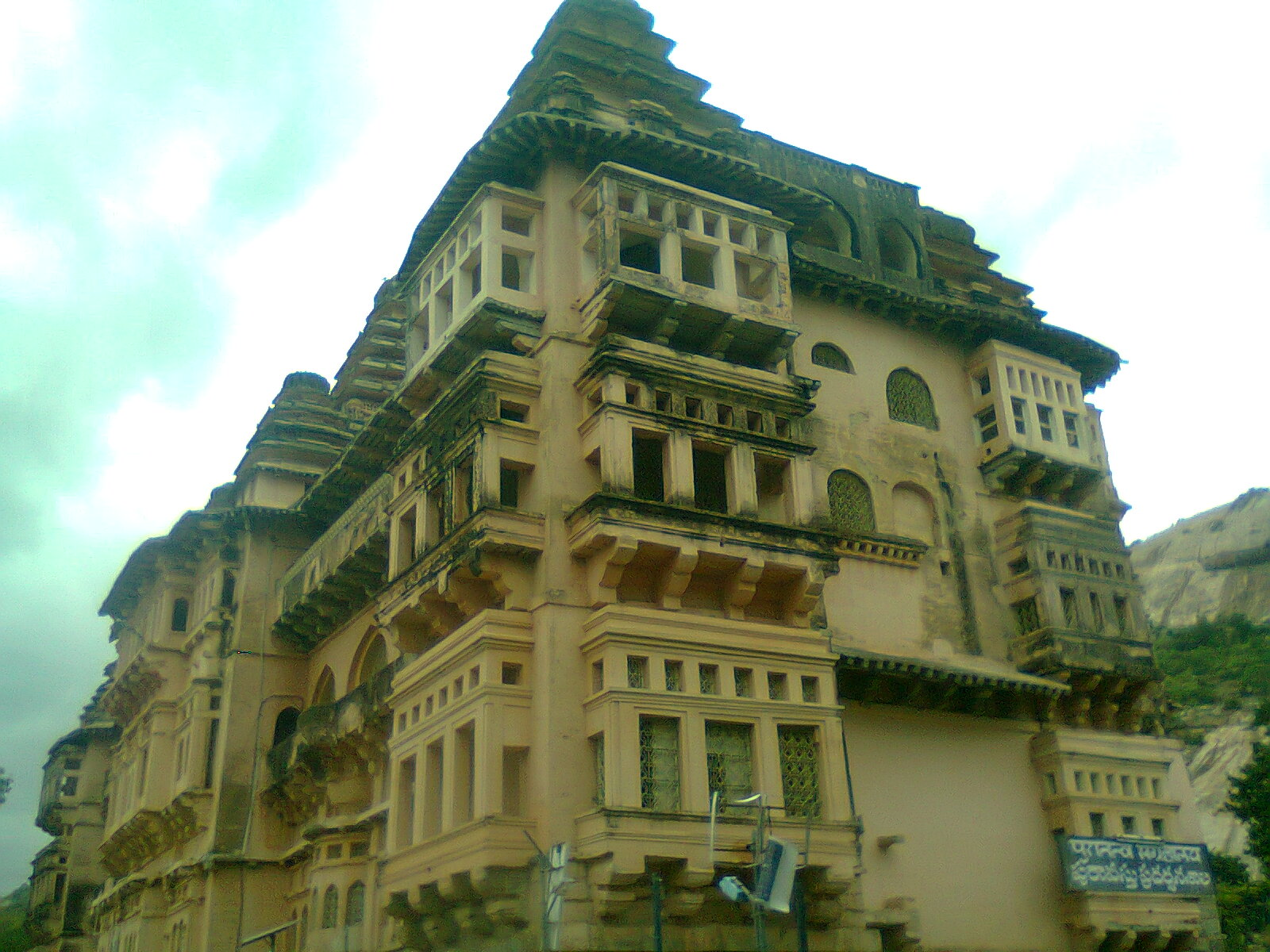
チャンドラギリ城

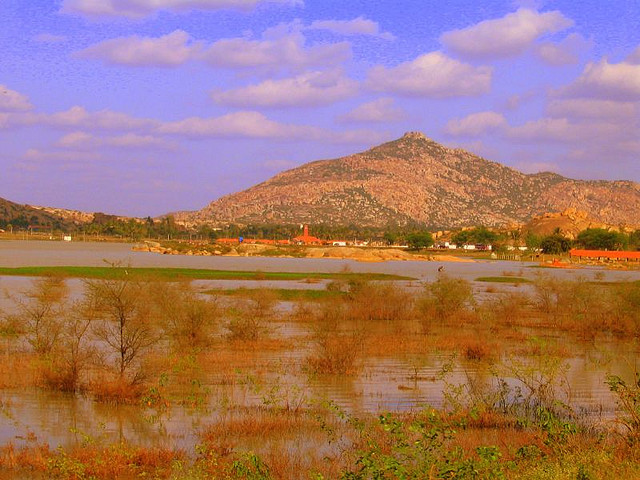
チャンドラギリ近郊からの光景

チャンドラギリ（英語：Chandragiri）は、南インドのアーンドラ・プラデーシュ州、チットゥール県の都市。

## 歴史
1592年、ヴィジャヤナガル王 ヴェンカタ2世はビジャープル王国、ゴールコンダ王国に対抗するため、王都をペヌコンダから南のチャンドラギリに移した。
ヴェンカタ2世はここを首都に町を築き、自身はラージャ・マハルとも呼ばれるチャンドラギリ城で暮らした。
1606年、ヴェンカタ2世はビジャープル王国、ゴールコンダ王国からの圧迫を避けるため、さらに南の地、タミル地方のヴェールールへ遷都した。